# 앤더슨투코투코
앤더슨투코투코(Ctenomys andersoni)는 투코투코과에 속하는 설치류의 일종이다. 볼리비아의 토착종이다. 볼리비아 간타크루스 주 해발 약 810m 지역, 세로 이타화티콰에서만 발견되며 몸길이는 271mm이고 갈색과 회색의 거친 털을 갖고 있다. 학명과 통용명은 미국 자연사 박물관 포유류부의 큐레이터 시드니 앤더슨의 이름에서 유래했다.